# Assu
Assu es un municipio brasileño del estado del Río Grande del Norte, localizado en la Microrregión del Valle del Açu, que está en la Mesorregión del Oeste Potiguar y en el Polo Costa Blanca a 210 km de la capital del estado, Natal. Tiene aproximadamente 53.300 habitantes (IBGY,(2000)). El municipio abarca 1.292 km².

## Historia
Hasta mediados del siglos XVIII, la tierra rica en plantaciones y ganadería del valle del río Açu era habitada por la tribu janduís. En esa época, el hombre blanco ya había comenzado a explorar los potenciales de la región, generando un amplio conflicto con los indios. Debido a la intensidad de las luchas entre blancos e indios, un gran conflicto, conocido como la guerra de los Bárbaros, tuvo lugar entre 1687 y 1697.
En 1696, Bernardo Vieira de Melo, entonces Gobernador de la Capitanía del Río Grande del Norte, se coloca al frente de una pequeña expedición y funda en el margen izquierdo del Río Açu (o Piranha) el puesto de Nuestra Señora de los Prazeres, punto de refuerzo para la conquista de todo el sector. Bernardo Vieira se instala con sus soldados en el nuevo puesto, iniciando el asentamiento de los indios y asegurando el establecimiento de los colonos. Este puesto es el comienzo del poblado conocido como San Juan Batista de la Ribeira del Cielo.
El municipio fue creado por Orden el 22 de julio de 1766. Inicialmente fue denominado como Villa Nueva de la Princesa, en homenaje a la princesa Doña Carlota Joaquina de Bourbon, que se casó con D. Juan VI en abril de 1785.
La Ley provincial n.º 124, del 16 de octubre de 1845, concedió a la Villa Nueva de la Princesa foros de ciudad con el nombre de Açu. El nombre Açu tiene origen en la "Taba-açu" (Aldea Grande), un área de agrupamiento de indios guerreros de la región.

## Geografía

### Clima
| Mes                   | Jan | Fev | Mar | Abr | Mai | Jun | Jul | Ago | Set | Out | Nov | Diez | Ano  |
| --------------------- | --- | --- | --- | --- | --- | --- | --- | --- | --- | --- | --- | ---- | ---- |
| Temperatura máxima °C | 31  | 31  | 31  | 31  | 29  | 31  | 31  | 32  | 31  | 31  | 31  | 31   | 30,9 |
| Temperatura mínima °C | 23  | 24  | 23  | 23  | 23  | 20  | 20  | 21  | 20  | 22  | 22  | 23   | 22   |
| Lluvias mm            | 33  | 66  | 137 | 170 | 102 | 36  | 30  | 8   | 5   | 0   | 3   | 10   | 600  |

 Fuente: Canal del Tiempo 

### Suelos
De acuerdo con el IDEMA, hay dos tipos de suelo en el área del municipio: litólicos eutróficos y bruno no cálcico. Su idoneidad para la actividad agrícola es regular y restringida para el pastizaje natural. En las áreas correspondientes al bruno no cálcico, las tierras son aptas para cultivos especiales de ciclo largo (algodón arbóreo, sisal, cajú y coco). En la parte centro / norte las tierras son indicadas para la preservación de la fauna y flora o para recreación.

## Demografía
La población total del municipio es de 52.824 habitantes, de acuerdo con las Estimativas del IBGY (2008). Sin embargo de ese total, cerca de 38 mil vive en la ciudad (área urbana) y el restante en las comunidades rurales
Su Área es de 1.269,24 km² representando 2,40% del Estado, 0,08% de la Región y 0,01% de todo el territorio brasilero.

### IDH
| IDH        | 1991  | 2000  |
| ---------- | ----- | ----- |
| Salario    | 0,543 | 0,599 |
| Longevidad | 0,542 | 0,678 |
| Educación  | 0,604 | 0,754 |
| Total      | 0,563 | 0,677 |

### Crecimiento poblacional
El gráfico a seguir muestra el crecimiento poblacional de la ciudad del Assu desde el del año de 1970 hasta 2008
| Año  | Habitantes |
| ---- | ---------- |
| 1970 | 25.038     |
| 1980 | 34.398     |
| 1991 | 43.591     |
| 1996 | 45.054     |
| 2000 | 47.904     |
| 2007 | 51.262     |
| 2009 | 53.282     |

 Fuente: IBGY 2008

## Economía
A pesar de la importancia de la agricultura (fruticultura orientada para la exportación) y la ganadería, se destacan la industria (cerámica y petrolífera) y el sector de servicios, además del comercio y la pesca. De acuerdo con datos del IPEA del año de 1996, el PIB era estimado en R$ 48,77 millones, el 9,8% correspondía en las actividades basadas en la agricultura y la ganadería, 32,1% a la industria y 58,8% al sector de servicios. El PIB  per cápita era de R$ 1.082,51.

## Educación
Assu posee 47 escuelas de educación fundamental con 406 docentes y 10.496 alumnos, 33 de educación pré-escolar con 55 docentes y alumnos 1.318 y 6 de Educación medio con 104 docentes y 2.888 alumnos.
 Fuente: IBGY 2008

### Educación Superior
- Universidad Estatal del Río Grande do Norte (UERN)
- Universidad para el Desarrollo del Pantanal y de la Región del Mato Grosso (UNIDERP)
- Facultad Católica Nuestra Señora de las Vitorias (FCNSV)

### Salud
Assu cuenta con un hospital público estatal, el Hospital Regional Dr. Nelson Inácio y mientras que 8 establecimientos público municipal y 8 establecimientos privados. Con 81 camas hospitalarias, de los cuales 77 pertenecen al SUS.
 Fuente IBGY 

### Deportes
Asociación deportiva Sociedad Unida (ASSU)
Es el único equipo del municipio. Fue fundado el 10 de enero de 2002. Sus colores son verde y blanco.

### Hidrografía
- Represa Armando Ribeiro Gonçalves
- Río Açu
- Açu de Medubim
- Laguna del Piató
- Gruta de los Pingos